# Línea Nanboku
La Línea Namboku (南北線 Nanboku-sen?) es una línea del Metro de Tokio. Su nombre significa literalmente la línea Sur-Norte, y se extiende desde la estación de Meguro, en el sur a través de 17 estaciones intermedias a Akabane-Iwabuchi la estación en el norte. La Línea Namboku en los mapas es de color verde esmeralda. Sus estaciones llevan la letra N seguida por un número. Su número de planificación de línea es el 07. 
La Línea Namboku opera con la línea de Tokyu Corporation en la estación Meguro, y con la línea de ferrocarril rápido de Saitama a partir de la estación de Akabane-Iwabuchi.

## Historia
Con sus 21,3 kilómetros, Namboku es una de las líneas más nuevas en el Metro de Tokio. Con tecnología avanzada, incluida la plena operación automática del tren y puerta de plataforma ferroviaria. Aunque la línea fue propuesta originalmente en 1968, la construcción no comenzó hasta la década de 1980, debido a problemas burocráticos. El primer segmento de Akabane-Iwabuchi a Komagome fue inaugurada el 29 de noviembre de 1991.
La línea operaba inicialmente con cuatro vagones EMU. Tras su extensión a Yotsuya en marzo de 1996, las formaciones se han ampliado a seis vagones. Todas las estaciones son capaces de acoger trenes de ocho, pero esta longitud aún no se utiliza.
La extensión a Tameike-Sanno se completó en septiembre de 1997, y el último tramo de Tameike-Sanno a Megurose completó el 26 de septiembre de 2000, cuando el servicio de la Línea Tokyu Meguro ya había comenzado. El derecho de vía y las estaciones entre Shirokane Meguro-Takanawa son compartidos con la Línea Toei Mita. En virtud de un acuerdo entre el Metro de Tokio y el Gobierno Metropolitano de Tokio, la tarifa para esta parte se calcula sobre la tarifa Toei para los pasajeros que viajan a las estaciones de la línea de Mita-Takanawa Shirokane, sobre el sistema tarifario de Metro para los pasajeros que viajan a las estaciones de la Línea Namboku hasta Shirokane-Takanawa, y en el sistema "más beneficioso para el pasajero" (en la actualidad el horario de Metro) para gastos de viaje únicamente en el sector compartido.
El servicio en el Ferrocarril Rápido de Saitama comenzó en marzo de 2001, organizando el tráfico hacia y desde el Estadio de Saitama, durante la Copa Mundial de Fútbol de 2002. Hay planes para extender este servicio a la Línea de Utsunomiya a través de la Línea Tōbu Noda.

## Estaciones
| Código                                                                           | Estación           | Japonés      | Longitud (km)    | Longitud (km) | Transferencias | Ubicación |
| Código                                                                           | Estación           | Japonés      | Entre estaciones | Total         | Transferencias | Ubicación |
| -------------------------------------------------------------------------------- | ------------------ | ------------ | ---------------- | ------------- | --- | --------- |
| ↑ Servicio recíproco a Hiyoshi a través de la Línea Tōkyū Meguro ↑               |                    |              |                  |               | |           |
| N-01                                                                             | Meguro             | 目黒         | -                | 0.0           | - Línea Tōkyū Meguro - Línea Toei Mita (I-03) - Línea Yamanote                                                                    | Shinagawa |
| N-02                                                                             | Shirokanedai       | 白金台       | 1.3              | 1.3           | Línea Toei Mita (I-03) | Minato    |
| N-03                                                                             | Shirokane-Takanawa | 白金高輪     | 1.0              | 2.3           | Línea Toei Mita (I-03) | Minato    |
| N-04                                                                             | Azabu-Jūban        | 麻布十番     | 1.3              | 3.6           | Línea Toei Ōedo (E-22) | Minato    |
| N-05                                                                             | Roppongi-Itchōme   | 六本木一丁目 | 1.2              | 4.8           | | Minato    |
| N-06                                                                             | Tameike-Sannō      | 溜池山王     | 0.9              | 5.7           | - Línea Ginza (G-06) - Línea Marunouchi (Kokkai-Gijidō-Mae: M-14) - Línea Chiyoda (Kokkai-Gijidō-Mae: C-07)                       | Chiyoda   |
| N-07                                                                             | Nagatachō          | 永田町       | 0.9              | 6.6           | - Línea Yūrakuchō (Y-16) - Línea Hanzōmon (Z-04) - Línea Ginza (Akasaka-Mitsuke: G-05) - Línea Marunouchi (Akasaka-Mitsuke: M-13) | Chiyoda   |
| N-08                                                                             | Yotsuya            | 四ツ谷       | 1.3              | 7.9           | - Línea Marunouchi (M-12) - Línea Chūō-Sōbu - Línea Chūō (Rápida)                                                                 | Shinjuku  |
| N-09                                                                             | Ichigaya           | 市ケ谷       | 1.0              | 8.9           | - Línea Yūrakuchō (Y-14) - Línea Toei Shinjuku (S-04) - Línea Chūō-Sōbu                                                           | Shinjuku  |
| N-10                                                                             | Iidabashi          | 飯田橋       | 1.1              | 10.0          | - Línea Tōzai (T-06) - Línea Yūrakuchō (Y-13) - Línea Toei Ōedo (E-06) - Línea Chūō-Sōbu                                          | Shinjuku  |
| N-11                                                                             | Kōrakuen           | 後楽園       | 1.4              | 11.4          | - Línea Marunouchi (M-22) - Línea Toei Mita (Kasuga: I-12) - Línea Toei Ōedo (Kasuga: E-07)                                       | Bunkyō    |
| N-12                                                                             | Tōdaimae           | 東大前       | 1.3              | 12.7          | | Bunkyō    |
| N-13                                                                             | Hon-Komagome       | 本駒込       | 0.9              | 13.6          | | Bunkyō    |
| N-14                                                                             | Komagome           | 駒込         | 1.4              | 15.0          | Línea Yamanote | Toshima   |
| N-15                                                                             | Nishigahara        | 西ケ原       | 1.4              | 16.4          | | Kita      |
| N-16                                                                             | Ōji                | 王子         | 1.0              | 17.4          | - Línea Keihon-Tōhoku - Línea Tōden Arakawa                                                                                       | Kita      |
| N-17                                                                             | Ōji-Kamiya         | 王子神谷     | 1.2              | 18.6          | | Kita      |
| N-18                                                                             | Shino              | 志茂         | 1.6              | 20.2          | | Kita      |
| N-19                                                                             | Akabane-Iwabuchi   | 赤羽岩淵     | 1.1              | 21.3          | Ferrocarril Rápido de Saitama | Kita      |
| ↓ Servicio recíproco a Urawa-Misono a través del Ferrocarril Rápido de Saitama ↓ |                    |              |                  |               | |           |